# NGC 1407
NGC 1407 je eliptická galaxie v souhvězdí Eridanu. Objevil ji William Herschel 6. října 1785.
Od Země je vzdálená 92 milionů světelných let a patří do kupy galaxií v Eridanu.
Tuto galaxii je možné pozorovat i menším hvězdářským dalekohledem.
Středně velký hvězdářský dalekohled může ukázat i eliptickou galaxii NGC 1400, která od ní leží 11′ jihozápadně. NGC 1407 je největší eliptická galaxie v severní části kupy galaxií v Eridanu. Tato severní část bývá považována za samostatnou podskupinu a označuje se LGG 100.